# 林進
林 進（リン・ジン、拼音: Lam Chun、1992年10月14日 - ）は、香港の民主主義政治家である。天水連線に所属している。前任元朗区区議会瑞華選挙区議員。

## 政治活動
2010年10月、香港教育局は道徳・国民教育の新たなカリキュラム（「徳育及び国民教育」）を2012年から翌2013年にかけて小中学校に導入する案を発表、そのための政治協議を2011年に行った。彼は反国民教育運動に積極的に参加し、政治に参加するという考えを生み出した。
2019年香港区議会議員選挙では元朗区から立候補し、3,955票(58.62%）を獲得し、現職親中派の周永勤を破り初当選を果たす。